# Ладомирова
Ладоми́рова (словац. Ladomirová, венг. Ladomérvágása) — деревня в районе Свидник Прешовского края Словакии. Численность населения составляет 925 человек (2009). Площадь — 15,394 км². Плотность населения — 60,09 чел/км².

## История
Первые упоминания о селе относятся к 1414 году.
В 1742 году в Ладомировой была построена деревянная греко-католическая церковь святого Михаила Архангела. Башни с маковками увенчаны металлическими крестами. С западной стороны нефа возвышаются небольшие хоры с деревянными перилами. Сохранилась деревянная передняя часть ограды с интересными входными воротами. С южной стороны находится отдельно стоящая звонница. Иконостас середины XVIII века представляет художественную ценность. Его часть была уничтожена во время Второй мировой войны.
В 2008 году церковь вместе с другими деревянными церквами словацких Карпат была включена в список мирового наследия ЮНЕСКО.

## Православный монастырь
Деревня известна нахождением в ней православного мужского монастыря преподобного Иова Почаевского, в котором в 1920-е годы проживали многие известные священнослужители и монашествующие из России и с Украины, входившие в юрисдикцию Русской православной церкви заграницей.
Когда после Первой мировой войны Почаевская лавра оказалась на территории Польши, архимандрит Виталий (Максименко) был арестован, обвинен в соучастии в терактах и был приговорен к смертной казни. Однако приговор был заменен изгнанием его из Польши. Находясь в 1923 году в Сербии, архимандрит Виталий узнал, что в Словакии (Пряшевская Русь) жители села Ладомирова перешли из униатства в православие, но собственного священника не имели, в связи с чем архимандрит Виталий срочно выехал в Ладомирову, где вместе с присоединившимися к нему иноками положил начало созданию нового очага монастырской жизни.
В годы Второй мировой войны церковная литература, напечатанная в монастырской типографии в Ладомировой, распространялась среди верующих от советского Сталинграда до баварского Мюнхена. В 1944 году советские войска подошли к границам Словакии, в связи с чем настоятель архимандрит Серафим принял решение вывезти весь монастырь и типографское оборудование сначала в Германию, а потом — частично и в Швейцарию. Часть монастырской братии обосновалась в Мюнхене, где монастырь преподобного Иова Почаевского получил своё второе рождение. Другая часть братии переехала в США, где был основан Свято-Троицкий монастырь в Джорданвилле.
В Ладомирова монастырские здания были преобразованы в приходской храм, относящийся ныне к юрисдикции Церкви Чешских Земель и Словакии.

## Кладбище
В деревне располагается кладбище русских воинов, погибших в период 1914—1915 годов. На кладбище воздвигнута православная часовня и зафиксированы имена около 90 из 200 погибших военных.

## Галерея
- Мемориальный знак на русском кладбище
- Православная часовня
- Крест на могиле воина

## Население
| Год:                | 1994 | 2004     | 2014     | 2024    |
| ------------------- | ---- | -------- | -------- | ------- |
| Количество человек: | 775  | 858      | 1016     | 1064    |
| Разница:            |      | +10,70 % | +18,41 % | +4,72 % |

Население Ладомировой составляет 925 человек (2009). Плотность населения — 60,09 чел/км², словаки составляют 88 % от общего числа проживающих.
В конфессиональном отношении грекокатолики составляют 67 %, православные — 27 %, а католики — 5 % жителей села.

### Известные уроженцы и жители
- Лавр (Шкурла) (1928-2008) — первоиерарх Русской православной церкви заграницей.
- Гвозда, Николай Янович (1926-2010) – русинский поэт.

## Транспорт
Имеется автобусное сообщение со Свидником.